# Caj Toffer
Caj Edvard Ferdinand Toffer,  född 11 november 1911 i Helsingfors, död 21 juli 1942 vid Ochta (stupad), var en finländsk officer. 
Toffer genomgick Kadettskolan 1935–1937 och blev kapten 1941. Han deltog i vinterkriget inom 1. brigaden (1. Pr.) i striderna på Karelska näset, i fortsättningskriget som kompanichef i Infanteriregemente 28 (JR 28) och Infanteriregemente 7 (JR 7). Han sårades dödligt vid försvaret av en stödjepunkt och tilldelades Mannerheimkorset postumt. Han är begravd på Sandudds begravningsplats i Helsingfors.